# Strange Highways
| Оценки критиков                  | Оценки критиков |
| Источник                         | Оценка          |
| -------------------------------- | --------------- |
| AllMusic                         | [ 1 ]           |
| Collector's Guide to Heavy Metal | 8/10            |
| Entertainment Weekly             | B−              |

Strange Highways — шестой студийный альбом американской хеви-метал-группы Dio. Это также их первый альбом после воссоединительного тура Ронни Джеймса Дио и Винни Апписи с Black Sabbath. Европейский релиз состоялся на лейбле Vertigo в октябре 1993 года; американский релиз состоялся на Reprise Records в январе 1994 года.
После недолгого воссоединения с Black Sabbath для записи альбома Dehumanizer (1992) и последующего тура Дио и Апписи вернулись в сольную группу Дио, наняв Трейси Джи в качестве нового гитариста. Бывший басист Dio Джимми Бейн должен был вернуться в группу, но вскоре Дио уволил его и заменил Джеффом Пилсоном. Альбом считается одним из самых тяжелых и мрачных в дискографии Dio.
«Hollywood Black» была записана Black Sabbath во время сессий Dehumanizer. «Та же ли это песня, я не знаю…» Тони Айомми прокомментировал версию Дио (до того, как услышал её). «Текст мог быть тот же — вероятно, так и есть. Я бы не подумал, что он будет использовать ту же музыку».

## Список композиций
Все тексты написаны Ронни Джеймсом Дио.
Вся музыка сочинена Дио, Апписи, Джи, Пилсоном, кроме указанных.
| №   | Название                       | Авторы музыки    | Длина |
| --- | ------------------------------ | ---------------- | ----- |
| 1.  | «Jesus, Mary & the Holy Ghost» | Дио, Джи, Пилсон | 4:13  |
| 2.  | «Firehead»                     |                  | 4:06  |
| 3.  | «Strange Highways»             |                  | 6:54  |
| 4.  | «Hollywood Black»              | Дио, Джи, Апписи | 5:10  |
| 5.  | «Evilution»                    |                  | 5:37  |
| 6.  | «Pain»                         | Дио, Джи, Апписи | 4:14  |
| 7.  | «One Foot in the Grave»        |                  | 4:01  |
| 8.  | «Give Her the Gun»             | Дио, Джи, Пилсон | 5:58  |
| 9.  | «Blood from a Stone»           |                  | 4:14  |
| 10. | «Here’s to You»                |                  | 3:24  |
| 11. | «Bring Down the Rain»          |                  | 5:45  |

## Участники записи
- Ронни Джеймс Дио — вокал
- Трейси Джи — гитара
- Джефф Пилсон — бас-гитара
- Винни Апписи — барабаны
- Майк Фрейзер — продюсер, инжиниринг, сведение
- Энди Удофф — ассистент
- Джордж Марино — оригинальный мастеринг в Sterling Sound, Нью-Йорк
- Уил Риз — обложка

Записано на студии Rumbo Recorders, Лос-Анджелес, Калифорния
Сведено на Record Plant, Лос-Анджелес, Калифорния

## Чарты
| Чарт (1993)                   | Высшая позиция |
| ----------------------------- | -------------- |
| Германия (Offizielle Top 100) | 79             |
| США (Billboard 200)           | 142            |